# SHFV-Pokal 2022/23
Der SHFV-Pokal 2022/23 ist die 70. Austragung des schleswig-holsteinischen Verbandspokals der Männer im Amateurfußball. Titelverteidiger ist der VfB Lübeck, der auch in dieser Saison zum insgesamt siebzehnten Mal den Pokal für sich entscheiden konnte. Damit ist der Verein jetzt alleiniger Rekordhalter, da Holstein Kiel zum jetzigen Zeitpunkt nur sechzehn Titel aufweisen kann. Der VfB Lübeck ist somit erneut für den DFB-Pokal 2023/24 qualifiziert.

## Spielmodus
Bei einem unentschiedenen Spielstand nach regulären 90 Minuten kam es, wie in anderen Pokalwettbewerben, zu einer zweimal 15-minütigen Verlängerung und, falls immer noch kein Sieger feststand, im Anschluss zu einem Elfmeterschießen.

## Teilnehmende Mannschaften
Alle schleswig-holsteinischen Mannschaften, die in der Vorsaison oberhalb der Oberliga Schleswig-Holstein spielten, waren automatisch qualifiziert. Ausgenommen war der Zweitligist Holstein Kiel, da die Vereine der Bundesliga und 2. Bundesliga nicht an den Verbandspokalen teilnehmen und automatisch für den DFB-Pokal qualifiziert sind. Zudem qualifizierten sich die Kreispokalsieger der 11 Kreisfußballverbände und der Finalist des Flens-Cups Meister der Meister, da der Sieger FC Kilia Kiel bereits über den Kreispokal qualifiziert war. Zweitmannschaften waren nicht teilnahmeberechtigt.
Folgende Mannschaften waren somit für den SHFV-Pokal 2022/23 qualifiziert (in der Klammer ist die Ligenzugehörigkeit in dieser Spielzeit angegeben):
| Vereine der Regionalliga Nord 2021/22 - SC Weiche Flensburg 08 (IV) - VfB Lübeck (IV) - 1. FC Phönix Lübeck (IV) - Heider SV (V) | Kreispokalsieger 2021/22 - Herzogtum Lauenburg: SV Grün-Weiß Siebenbäumen (V) - Holstein (Neumünster, Plön): FSG Saxonia (VII) - Kiel: FC Kilia Kiel (V) - Lübeck: Eichholzer SV (VI) - Nordfriesland: Husumer SV (V) - Ostholstein: Eutin 08 (VI) - Rendsburg-Eckernförde: TuS Bargstedt (VII) - Schleswig-Flensburg (inkl. Flensburg): TSB Flensburg (V) - Segeberg: SV Todesfelde (V) - Stormarn: SV Eichede (V) - Westküste (Dithmarschen, Steinburg): TSV Büsum (VII) | Meister der Meister 2021/22 - Finalist TSV Pansdorf (V) |

| Ligaebene in Klammern: IV = Regionalliga Nord • V = Oberliga Schleswig-Holstein • VI = Landesligen • VII = Verbandsligen |

## Achtelfinale
Die Achtelfinalpartien wurden am Pfingstmontag, den 6. Juni 2022, in Malente ausgelost. Die Spiele fanden zwischen dem 10. Juli 2022 und dem 17. Juli 2022 statt.
| Datum                 |                               | Ergebnis        |                             |
| --------------------- | ----------------------------- | --------------- | --------------------------- |
| 10.07.2022, 14:00 Uhr | Eichholzer SV (VI)            | 1:3             | Husumer SV (V)              |
| 14.07.2022, 19:00 Uhr | TuS Bargstedt (VII)           | 2:3             | TSV Büsum (VII)             |
| 16.07.2022, 14:00 Uhr | TSV Pansdorf (V)              | 0:5             | VfB Lübeck (IV)             |
| 16.07.2022, 14:00 Uhr | Heider SV (V)                 | 3:2 n. V. (2:2) | SV Eichede (V)              |
| 16.07.2022, 15:00 Uhr | FSG Saxonia (VII)             | 1:2             | SV Todesfelde (V)           |
| 17.07.2022, 14:00 Uhr | FC Kilia Kiel (V)             | 1:2             | SC Weiche Flensburg 08 (IV) |
| 17.07.2022, 14:00 Uhr | Eutin 08 (VI)                 | 0:6             | TSB Flensburg (V)           |
| 17.07.2022, 15:00 Uhr | SV Grün-Weiß Siebenbäumen (V) | 1:5             | 1. FC Phönix Lübeck (IV)    |

## Viertelfinale
Die acht Sieger des Achtelfinals spielten in dieser Runde die vier Halbfinalisten aus. Die Spiele fanden zwischen dem 23. Juli 2022 und dem 22. September 2022 statt.
| Datum                 |                   | Ergebnis |                             |
| --------------------- | ----------------- | -------- | --------------------------- |
| 23.07.2022, 14:00 Uhr | Heider SV (V)     | 1:2      | Husumer SV (V)              |
| 23.07.2022, 16:30 Uhr | TSV Büsum (VII)   | 2:1      | TSB Flensburg (V)           |
| 24.07.2022, 14:00 Uhr | SV Todesfelde (V) | 0:2      | SC Weiche Flensburg 08 (IV) |
| 22.09.2022, 19:30 Uhr | VfB Lübeck (IV)   | 1:0      | 1. FC Phönix Lübeck (IV)    |

## Halbfinale
Die vier Sieger des Viertelfinals spielten in dieser Runde die beiden Finalisten aus. Die beiden Spiele fanden am 8. April 2023 und am 10. April 2023 statt.
| Datum                 |                 | Ergebnis |                             |
| --------------------- | --------------- | -------- | --------------------------- |
| 08.04.2023, 14:00 Uhr | Husumer SV (V)  | 0:4      | VfB Lübeck (IV)             |
| 10.04.2023, 14:00 Uhr | TSV Büsum (VII) | 1:4      | SC Weiche Flensburg 08 (IV) |

## Finale
Die beiden Sieger des Halbfinals spielten im Endspiel den Pokalsieger aus. Die Begegnung fand am 3. Juni 2023 im Rahmen des Finaltags der Amateure im Manfred-Werner-Stadion in Flensburg statt.
| Datum                 |                 | Ergebnis |                             |
| --------------------- | --------------- | -------- | --------------------------- |
| 03.06.2023, 12:15 Uhr | VfB Lübeck (IV) | 2:1      | SC Weiche Flensburg 08 (IV) |